# Hays (Montana)
Hays is een plaats (census-designated place) in de Amerikaanse staat Montana, en valt bestuurlijk gezien onder Blaine County.

## Demografie
Bij de volkstelling in 2000 werd het aantal inwoners vastgesteld op 702.

## Geografie
Volgens het United States Census Bureau beslaat de plaats een oppervlakte van
33,7 km², geheel bestaande uit land. Hays ligt op ongeveer 1109 m boven zeeniveau.

## Plaatsen in de nabije omgeving
De onderstaande figuur toont nabijgelegen plaatsen in een straal van 64 km rond Hays.